# Синдром Криглера — Найяра
Синдром Криглера — Найяра — врождённая наследственная злокачественная неконъюгированная гипербилирубинемия, характеризующаяся желтухой и тяжёлым поражением нервной системы. Тип наследования аутосомно-рецессивный. С равной частотой встречается у мальчиков и девочек. Назван в честь американских врачей Джона Криглера и Виктора Наджара, которые впервые описали его в 1952 году.
Гипербилирубинемия является следствием нарушения конъюгации в печени билирубина с глюкуроновой кислотой, обусловленного отсутствием или значительной недостаточностью фермента глюкуронилтрансферазы.
Выделяют два варианта синдрома:
- 1-й тип: полное отсутствие активности глюкуронилтрансферазы. Обусловлен мутациями в кодирующей последовательности гена UGT1A1, что приводит к образованию неполноценного фермента уридиндифосфатглюкуронидазы, который разрушается. В связи с чем реакции глюкунизации билирубина не происходит и непрямой билирубин накапливается в организме, в том числе ядрах серого вещества, обуславливая тяжёлую клинику заболевания[3].
- 2-й тип: синдром Ариаса — активность фермента менее 20 % от нормальной. Заболевание также обусловлено мутациями в кодирующей последовательности гена UGT1A1. Больные часто являются компаундгетерозиготами, имеющими в одной хромосоме инсерцию в промотере, а в другой миссенс-мутацию в экзоне. Кроме того описаны пациенты несущие инсерции в промоторной области гена UGT1A1 в гомозиготном состоянии в сочетании со структурной мутацией в экзоне[3].

## Эпидемиология
Синдром Криглера-Найяра I типа наблюдается у людей различных этнических групп, чаще у населения Азиатского региона. Частота возникновения заболевания: 0,6 — 1 случай на 1 млн новорожденных. С одинаковой частотой синдром Криглера-Найяра встречается как у мальчиков, так и у девочек.

## Морфология
Как правило, морфологических изменений не обнаруживается, иногда бывают небольшой жировой гепатоз и незначительный перипортальный фиброз.

## Клиника
I тип: характеризуется злокачественный прогрессирующим течением. Манифестация наступает в первые часы жизни. Клинические проявления: желтушность склер и кожных покровов, судороги, опистотонус, нистагм, атетоз, замедление умственного развития (билирубиновая энцефалопатия), на ЭЭГ регистрируется медленная активность в задних долях и пароксизмальная активность.
Биохимические показатели: уровень билирубина в крови выше 200 мкмоль/л. В желчи полностью отсутствует конъюгированный билирубин. В отсутствие лечебных мероприятий больные погибают в течение первого года жизни от ядерной желтухи.
1 фаза билирубиновой энцефалопатии.
В первой фазе энцефалопатии наблюдается угнетение безусловно-рефлекторной деятельности (апатия, вялость, сонливость), ребёнок начинает плохо сосать, лежит в расслабленной позе, резко реагирует на слабые раздражители, дыхание становится редким с длительными периодами остановки. Могут отмечаться: монотонный крик, срыгивания, рвота, «блуждающий взгляд». Наблюдается цианоз.
2 фаза билирубиновой энцефалопатии.
Вторая фаза продолжается от нескольких дней до нескольких недель. В этой фазе развивается клиническая картина поражения ядер головного мозга. Наблюдаются спастичность, ригидность затылочных мышц, вынужденное положение тела с опистотонусом. Характерно вынужденное положение тела с «негнущимися» конечностями и сжатыми в кулаки кистями.
Ребёнок пронзительно кричит, у него отмечается выбухание большого родничка, подергивание мышц лица, крупноразмашистый тремор рук, исчезновение видимой реакции на звук, сосательного рефлекса. Наблюдаются нистагм, апноэ, брадикардия, летаргия, судороги.
3 фаза билирубиновой энцефалопатии.
Третья фаза период ложного благополучия. Явления спастичности полностью или частично исчезают.
4 фаза билирубиновой энцефалопатии.
В четвёртой фазе (на 3-5 месяце жизни) формируются стойкие неврологические нарушения: параличи, парезы, нистагм, атетоз. Наблюдается грубое отставание в физическом и психическом развитии: ребёнок не держит голову, не реагирует на голос матери и другие звуковые раздражители; не следит за игрушкой.
Смерть пациентов при синдроме I типа обусловлена развитием билирубиновой энцефалопатии и наступает в течение первых 2 лет жизни. В редких случаях больные с синдромом Криглера-Найяра I типа доживают до подросткового возраста.
II тип: занимает промежуточное положение по тяжести клинических проявлений между синдромом Криглера-Найяра I типа и синдромом Жильбера. Манифестация наступает несколько позже, чем при I типе, от нескольких месяцев до первых лет. У ряда больных желтуха может не проявляться до подросткового возраста, и неврологические осложнения наблюдаются редко; в некоторых случаях клиническая симптоматика отсутствует. Клинические проявления сходны с 1 типом, но менее тяжёлые. Редко, при интеркуррентных инфекциях или в условиях стресса у больных с синдромом Криглера-Найяра II типа может возникать билирубиновая энцефалопатия.
Биохимические показатели: уровень билирубина в крови менее 200 мкмоль/л. Желчь пигментирована и содержит билирубин-глюгуронид. Проба с фенобарбиталом положительная.

## Лечение
1. индукторы микросомальных ферментов: фенобарбитал до 5 мг/кг сутки, а после 12 лет и глутетимид. (эффективен при втором типе). Перспективным видится применение цитохромов
2. гемосорбция
3. фототерапия — разрушение билирубина, фиксированного в тканях, тем самым освобождаются рецепторы, периферические рецепторы, которые могут связать новые порции билирубина, предотвращается его проникновение через гематоэнцефалический барьер. Максимальный эффект наблюдается при длине волны 450 нм. Лампы с синим светом более эффективны, однако они затрудняют наблюдение за кожей ребёнка. Фотоисточник помещают на расстоянии 40 — 45 см над телом (процедуру проводить только в кювезе при контроле температуры). Глаза ребёнка необходимо защитить. Фотодеградацию билирубина усиливает рибофлавин, являющийся даже во внутриклеточной концентрации хромофором. Фототерапия значительно эффективней при одновременном проведении сеансов оксигенобаротерапии, так как кислород усиливает декомпозицию билирубина. Частые сеансы фототерапии (до 16 часов в сутки) позволяют продлить жизнь больным; метод эффективен в 50 % случаев, его можно проводить амбулаторно. Однако даже при хорошем эффекте фототерапии в течение первых двух десятилетий жизни может развиться ядерная желтуха. Поэтому фототерапию следует рассматривать как подготовку к трансплантации печени (при 1 типе)
4. плазмаферез
5. трансплантация печени — принципиально улучшает прогноз заболевания, так как способствует нормализации обмена билирубина.
6. кровопускания
7. обменные переливания крови, альбумина.
8. выведение конъюгированного билирубина (усиленный диурез, активированный уголь как адсорбент билирубина в кишечнике)
9. использование достаточной водной нагрузки (профилактика синдрома сгущения желчи)
10. стремление избежать провоцирующих факторов (инфекции, перегрузки), препаратов — конкурентов глюкоронирования или вытесняющих билирубин из связи с альбумином (пероральные контрацептивы, сульфаниламиды, гепарин, салицилаты). Следует избегать состояний, сопровождающихся повышенной проницаемостью гематоэнцефалического барьера (ацидоз);
Кровопускания, обменные переливания крови, плазмаферез, которые применяются для снижения уровня билирубина в крови, менее эффективны
Желтуха сохраняется в той или иной степени в течение всей жизни.

## Диагностика
1. ДНК-диагностика: основана на поиске мутаций во всех экзонах гена UGTIAI, анализе промоторной области, а также косвенная ДНК-диагностика с использованием трёх полиморфных ДНК-маркеров, лежащих в районе локализации гена.
2. Проба с фенобарбиталом — определение фракций билирубина с помощью высокоэффективной жидкостной хроматографии.